# Ove (drengenavn)
| Drenge- | Drenge-   | Pige- | Pige-    | Efter- | Efter-      |
| ------- | --------- | ----- | -------- | ------ | ----------- |
| 1       | Peter     | 1     | Anne     | 1      | Nielsen     |
| 2       | Michael   | 2     | Mette    | 2      | Jensen      |
| 3       | Lars      | 3     | Kirsten  | 3      | Hansen      |
| 4       | Jens      | 4     | Hanne    | 4      | Andersen    |
| 5       | Thomas    | 5     | Anna     | 5      | Pedersen    |
| 6       | Henrik    | 6     | Helle    | 6      | Christensen |
| 7       | Søren     | 7     | Maria    | 7      | Larsen      |
| 8       | Christian | 8     | Susanne  | 8      | Sørensen    |
| 9       | Martin    | 9     | Lene     | 9      | Rasmussen   |
| 10      | Jan       | 10    | Marianne | 10     | Jørgensen   |

 For alternative betydninger, se Ove. (Se også artikler, som begynder med Ove)
Ove er et drengenavn, der stammer fra olddansk Aghi og dermed beslægtet med Agge og Åge. Ifølge Danmarks Statistik var der i 2001 9.634 danskere, der hed Ove.
En variant af navnet er Owe. Navnet anvendes også i sammensætninger med og uden bindestreg, f.eks. Jens Ove.

## Kendte personer med navnet
- Ove Abildgaard, dansk forfatter.
- Ove Christensen, dansk fodboldtræner.
- Ove Guldberg, dansk politiker og minister.
- Ove Hansen, dansk politiker og minister.
- Ove Verner Hansen, dansk skuespiller og sanger.
- Ove Høegh-Guldberg, dansk statsmand, teolog og historiker.
- Ove Hove, dansk politiker og minister.
- Ove Hygum, dansk politiker og minister.
- Ove Joensen, færøsk eventyrer.
- Ove Krak, dansk direktør.
- Ove Malling, dansk forfatter.
- Ove Pedersen, dansk fodboldtræner.
- Ove Rode, dansk politiker og minister.
- Ove Sprogøe, dansk skuespiller.